# Пръстен (алгебра)
Вижте пояснителната страница за други значения на Пръстен.
В алгебрата едно множество се нарича пръстен, ако в него са дефинирани две бинарни операции (за яснота събиране — '+'; умножение — '.') и множеството бива абелева група относно операцията събиране, както и са налице асоциативност, относно умножението и дистрибутивност. Неутралният елемент относно операцията събиране се нарича нулев или нула на пръстена (бележи се с 0). Ако има неутрален елемент относно операцията умножение, то той се нарича единичен елемент (или само единица, бележи се с 1) и пръстена се нарича пръстен с единица. Ако е налице комутативност на умножението, то пръстенът се нарича комутативен.
Пръстен с единица, в който всеки ненулев елемент притежава обратен относно операцията умножение, се нарича тяло. Ако в едно тяло има още комутативност относно умножението, то достигаме до друга алгебрична структура, наречена поле.
Един пръстен R притежава делители на нулата ако съществуват два различни от нула елемента на R, такива че тяхното произведение да е равно на нула. Ненулев пръстен, в който няма делители на нулата, се нарича област.
Понятието пръстен е въведено от Давид Хилберт, като обобщение на по-ранния термин числов пръстен.